# 最高の筆おろし
最高の筆おろし（さいこうのふでおろし）とは、マドンナの製作による童貞喪失を主題にした日本のアダルトビデオシリーズ。

## 代表的な作風
童貞男3人が登場し、2名のAV女優にそれぞれ好きな男を選ばせる(誰が選ばれるか童貞男に緊張感を維持させる演出である)。AV女優とそのAV女優に選ばれた童貞男は固定式カメラが設置された別室に移り、AV女優の手ほどきで童貞男に初めての性交をさせる。童貞男にはAV女優の手(または口)でコンドームが装着され、その状態でAV女優と性交し膣内で射精する。なかには緊張のあまり、撮影時間内に射精に至らない童貞男もいる。性交後、AV女優は童貞を喪失した男から精液の溜まったコンドームを外し、それを見ながら感想などを語り合う。2組の童貞喪失の終了後、AV女優のお口直しとしてAV男優による4P性交を行ない、童貞達に性交を観賞させる。
熟女系のAV女優が登場する。また、AV女優に脱がされてしまうまでの短い時間であるが、一種のユニフォームとして白色のブリーフを着用した童貞男の下着姿も見所のひとつになっている。

## シリーズ作品
- 2007年01月25日 - セレブ美熟女 最高の筆おろし! … 紫彩乃・倖田李梨
- 2007年02月25日 - セレブ美熟女 最高の筆おろし!2 … 友田真希・友崎亜希
- 2007年03月25日 - セレブ美熟女 最高の筆おろし!3 … 松本亜璃沙・翔田千里
- 2007年04月25日 - セレブ美熟女 最高の筆おろし!4 … 小池絵美子・神崎美樹
- 2007年05月25日 - セレブ美熟女 最高の筆おろし!5 … あずま樹・南原香織
- 2007年06月25日 - 豊満美熟女 最高の筆おろし!6 … ささきふう香・増田ゆり子
- 2007年07月25日 - 爆乳美熟女 最高の筆おろし!7 … 風間恭子・加山なつ子
- 2007年08月25日 - 絶品美熟女 最高の筆おろし!8 … 天海ゆり・白坂百合
- 2007年09月25日 - 極上美熟女 最高の筆おろし!9 … 風間ゆみ・恭子
- 2007年10月07日 - セレブ美熟女12人最高の筆おろし総集編4時間
- 2007年10月25日 - 淫乱美熟女 最高の筆おろし!10 … 増尾彩・白鳥美鈴
- 2007年11月25日 - 悩殺美熟女 最高の筆おろし!11 … 高倉梨奈・結衣
- 2007年12月25日 - 豊乳美熟女 最高の筆おろし!12 … 志村玲子・風間百合恵
- 2008年03月25日 - セレブ美熟女12人最高の筆おろし総集編4時間II